# Orectognathus chyzeri
Orectognathus chyzeri é uma espécie de formiga do gênero Orectognathus, pertencente à subfamília Myrmicinae.